# Campo di concentramento di Kerestinec
Il campo di concentramento di Kerestinec fu un campo di concentramento in uso nello Stato Indipendente di Croazia (NDH) durante la seconda guerra mondiale.

## Storia

### Seconda guerra mondiale

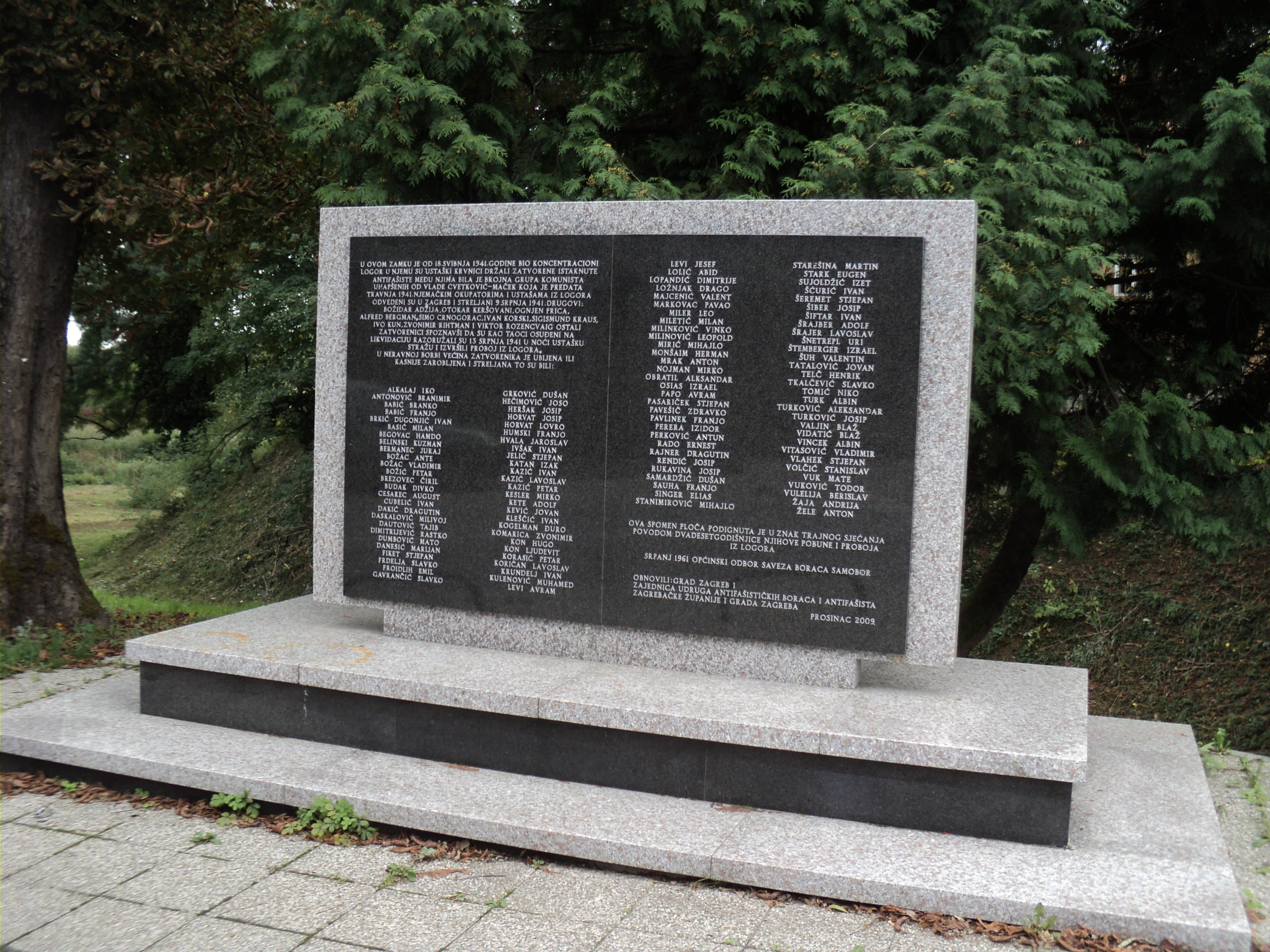
Memoriale dedicato alle vittime del campo uccise dagli Ustascia nel 1941.

Prima dello scoppio della seconda guerra mondiale, il governo del Regno di Jugoslavia costruì una prigione nei pressi di Kerestinec, situata nel castello di Erdödy a Sveta Nedelja e la utilizzò per la detenzione dei prigionieri politici. Nel marzo 1941, alla vigilia dell'invasione delle forze dell'Asse, fu arrestato e internato a Kerestinec un gran numero di intellettuali di sinistra provenienti da Zagabria.
Poche settimane dopo l'invasione, la prigione fu occupata dalle autorità del neonato Stato indipendente di Croazia. I prigionieri furono segregati in base alla loro etnia, con il campo diviso in sezioni "serbo-jugoslave", "ebraiche" e "comuniste". In seguito all'Operazione Barbarossa, il Partito comunista jugoslavo diede vita a un movimento di resistenza che sarebbe poi confluito nell'Esercito Popolare di Liberazione della Jugoslavia.
Il regime Ustascia rispose uccidendo alcuni prigionieri tenuti a Kerestinec. Il 9 luglio 1941 fu giustiziato il primo gruppo, che comprendeva Božidar Adžija, Otokar Keršovani e Ognjen Prica. Il Partito Comunista reagì a sua volta organizzando un'evasione improvvisata. Il 13 luglio, le guardie furono sopraffatte e tutti i prigionieri rimasti riuscirono a fuggire, ma il tentativo si rivelò mal organizzato e senza coordinamento: la maggior parte dei prigionieri, tra cui August Cesarec, fu catturata rapidamente e fucilata nei boschi di Maksimir e Dotrščina.

### Secondo Novecento
La base missilistica dell'ex esercito jugoslavo (JNA) di Kerestinec è stata occupata dall'esercito croato nel 1991. La base è stata utilizzata durante la guerra d'indipendenza croata, dal novembre 1991 al maggio 1992, come campo di prigionia per ospitare i soldati del JNA, i volontari serbi e anche i civili, comprese le donne. Il comandante Stjepan Klaric partecipò e incoraggiò quattro membri dell'esercito croato a usare la tortura, sia fisica che psicologica, contro i prigionieri: in totale, 34 persone furono coinvolte per aver inflitto sofferenze e molestie quotidiane, aggressioni e stupri.
Cinque uomini furono processati con l'accusa di tortura fisica e psicologica contro 34 detenuti e di aver abusato sessualmente dei prigionieri, sia uomini che donne, nell'arco di tempo che va dal dicembre 1991 al 25 maggio 1992. Nel 2012, Klaric fu condannato a tre anni e mezzo di carcere, mentre Viktor Ivancin, ex guardia del campo, fu condannato a due anni di carcere; per Drazen Pavlovic, Zeljko Zivec e Goran Strukelj la condanna fu a un anno di carcere. La Corte suprema della Croazia annullò la sentenza nell'aprile 2014 per istituire un nuovo processo; questo secondo processo si concluse con sentenze ancora più severe: Klarić fu condannato a otto anni di carcere e i suoi subordinati Ivancin, Pavlovic, Strukelj e Zivec rispettivamente a cinque, tre, due e un anno e mezzo di carcere.